# Oreophyton falcatum
Oreophyton es un género monotípico de plantas fanerógamas perteneciente a la familia Brassicaceae. Su única especie: Oreophyton falcatum, es originaria de Etiopía.

## Descripción
Es una planta perenne suelta a muy densa que forma un colchón vegetal (hierba), se encuentra en el cinturón afroalpino, cerca de los arroyos, en grietas de las rocas y en el suelo a una altitud de 3900-4900 metros en Etiopía.

## Taxonomía
Oreophyton falcatum fue descrita por Otto Eugen Schulz y publicado en Pflanzenr. (Engler) Crucif.-Sisymbr. 183 (1924).
Sinonimia
- Hesperis falcosa Kuntze
- Sisymbrium falcatum E. Fourn.
- Stenophragma falcatum Engl.[3]